# FROSTBURG

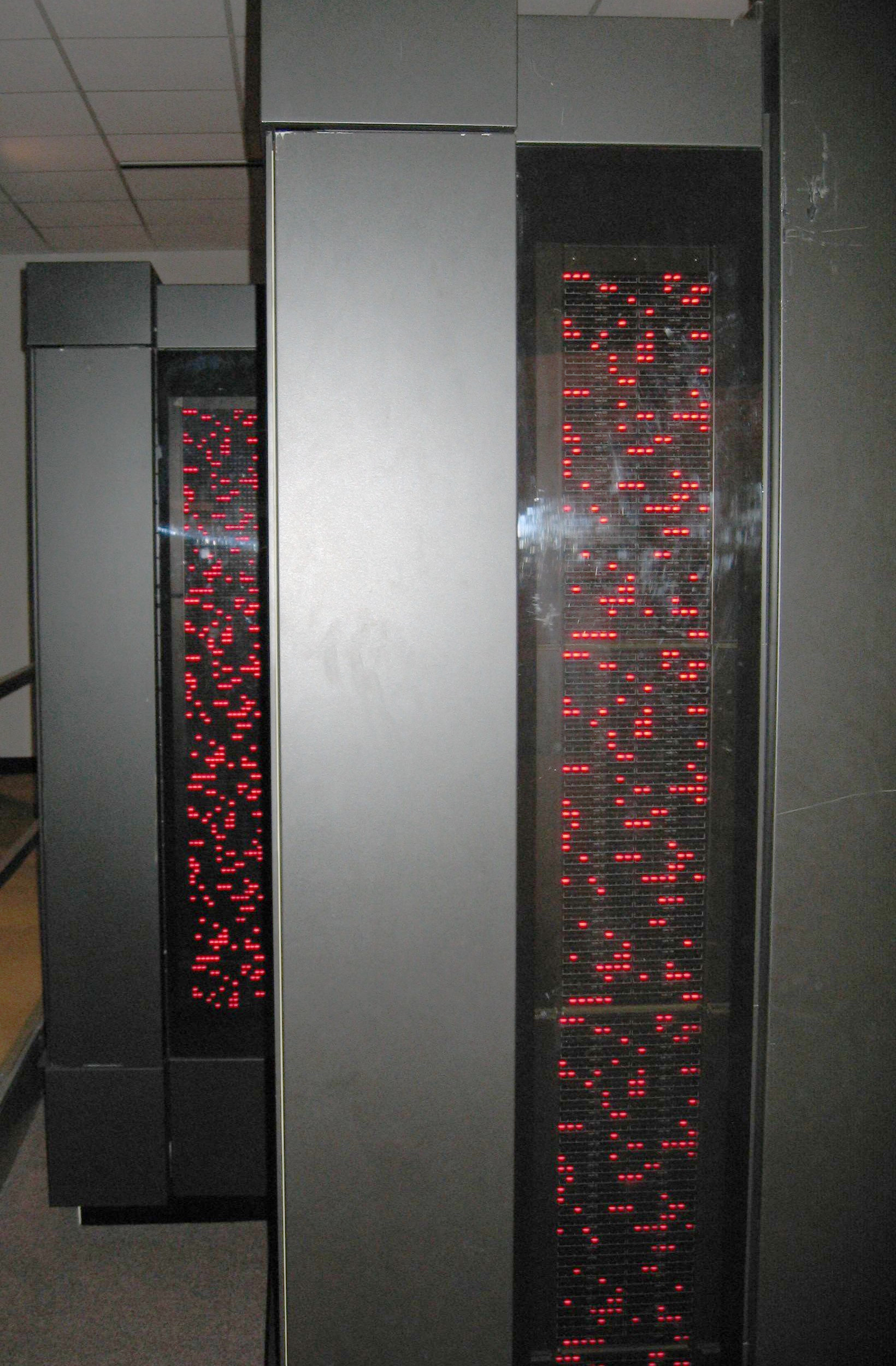
FROSTBURG в экспозиции Национального музея криптографии США. Панели индикаторов использовались для проверки загрузки процессорных узлов и запуска диагностики.

FROSTBURG (он же Connection Machine 5, СМ 5) — суперкомпьютер, использовавшийся в АНБ США для высокоуровневых математических вычислений. СМ 5 был создан американской компанией Thinking Machines Corporation из Кембриджа (штат Массачусетс) и стоил 25 млн долларов. Компьютер был установлен в АНБ в 1991 году и проработал до 1997 года. Это был первый массово-параллельный компьютер купленный АНБ. Изначально система состояла из 256 процессорных узлов, но в 1993 году были добавлены ещё 256 процессорных узлов. Суммарный объём памяти системы составлял 500 миллиардов 32-битных слов (примерно 2 терабайта), производительность достигала 65,6 GFLOPS. Операционная система CMost была основана на Unix, оптимизированном для параллельных вычислений.